# Jean-Baptiste Belin

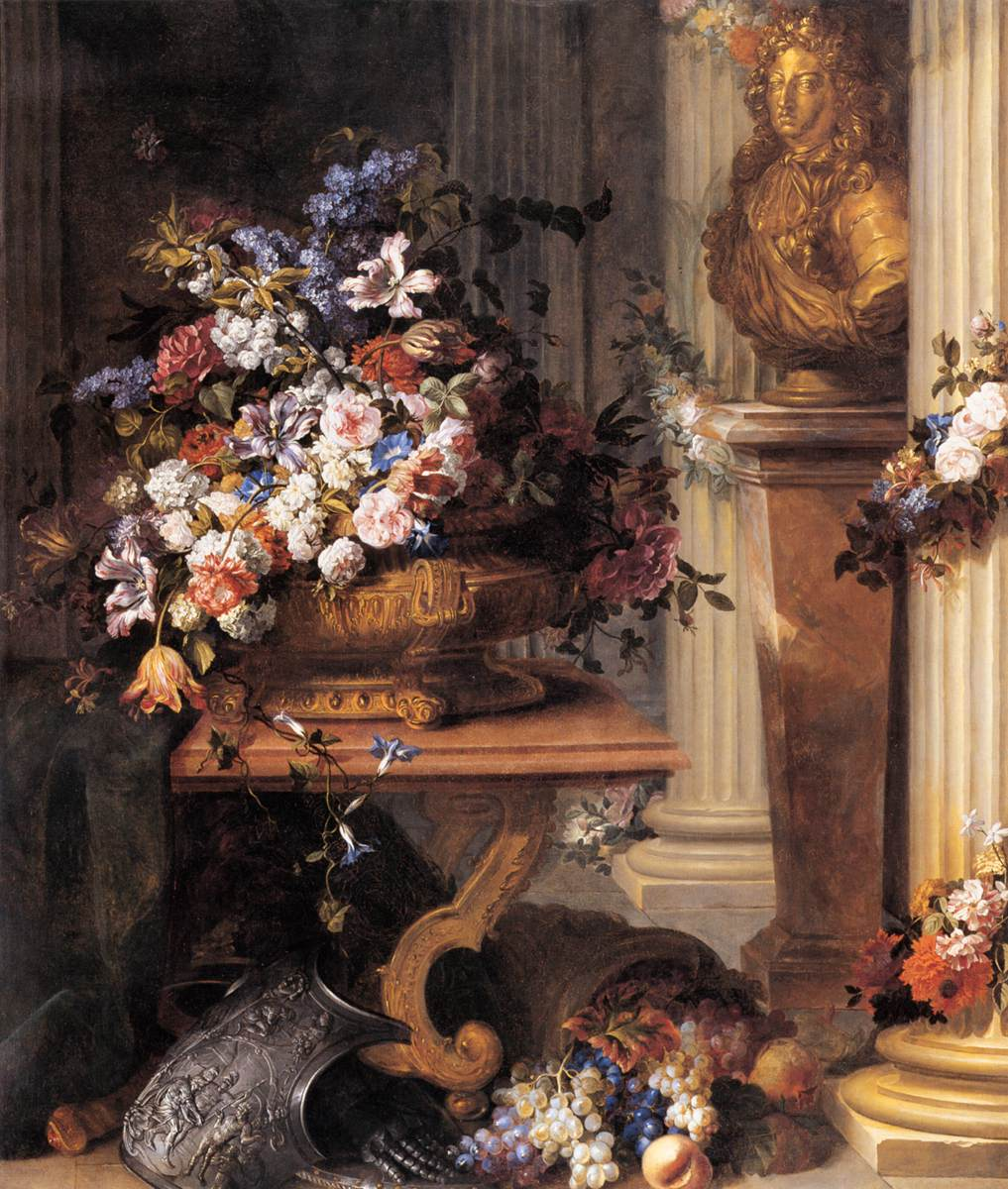
Jean-Baptiste Belin d. Ä.: Goldene Schale mit Blumen und Bronzebüste Ludwigs XIV., 1687, Öl auf Leinwand, 190 × 162 cm, Louvre, Paris

Jean-Baptiste Belin de Fontenay I. (auch: Blin oder Blain; * 9. November 1653 in Caen, Normandie; † 12. Februar 1715 in Paris) war ein französischer Stilllebenmaler des Barock und insbesondere auf die Malerei von Blumen und Früchten spezialisiert. Um ihn von seinem gleichnamigen Sohn zu unterscheiden, wird er auch Jean-Baptiste Belin le père (engl.: the elder; deutsch: der Ältere) genannt.

## Leben und Wirken
Er war der Sohn eines „wenig bekannten“ Malers namens Louis Belin und dessen Frau Marie Degron. Sein Lehrer war Jean-Baptiste Monnoyer, der einen starken Einfluss auf seinen eigenen Stil und seine künstlerische Entwicklung hatte und mit dessen Tochter Marie er seit 1687 verheiratet war. Aus der Ehe mit Marie gingen mindestens sechs Kinder hervor, darunter der erstgeborene Jean-Baptiste Belin de Fontenay II. (10. März 1688–1730), der auch Maler wurde.
Da Belin ursprünglich Hugenotte war, musste er sich nach der Aufhebung des Edikts von Nantes 1685 entscheiden, ob er das Land verlassen oder konvertieren wollte; um seine bereits vielversprechend begonnene Karriere am Hof Ludwigs XIV. fortsetzen zu können, entschied er sich für die Konversion, die am 31. Oktober 1685 in der Kirche Saint-Sulpice stattfand, im Beisein von vier Malern als Zeugen, darunter Jean-Baptiste Monnoyer. Bereits im folgenden November wurde Belin von der Académie Royale de peinture aufgenommen; als Aufnahmestück malte er das repräsentative Prunkstillleben Goldene Schale mit Blumen und Bronzebüste Ludwigs XIV., das sich heute im Louvre befindet (siehe Abb. oben).

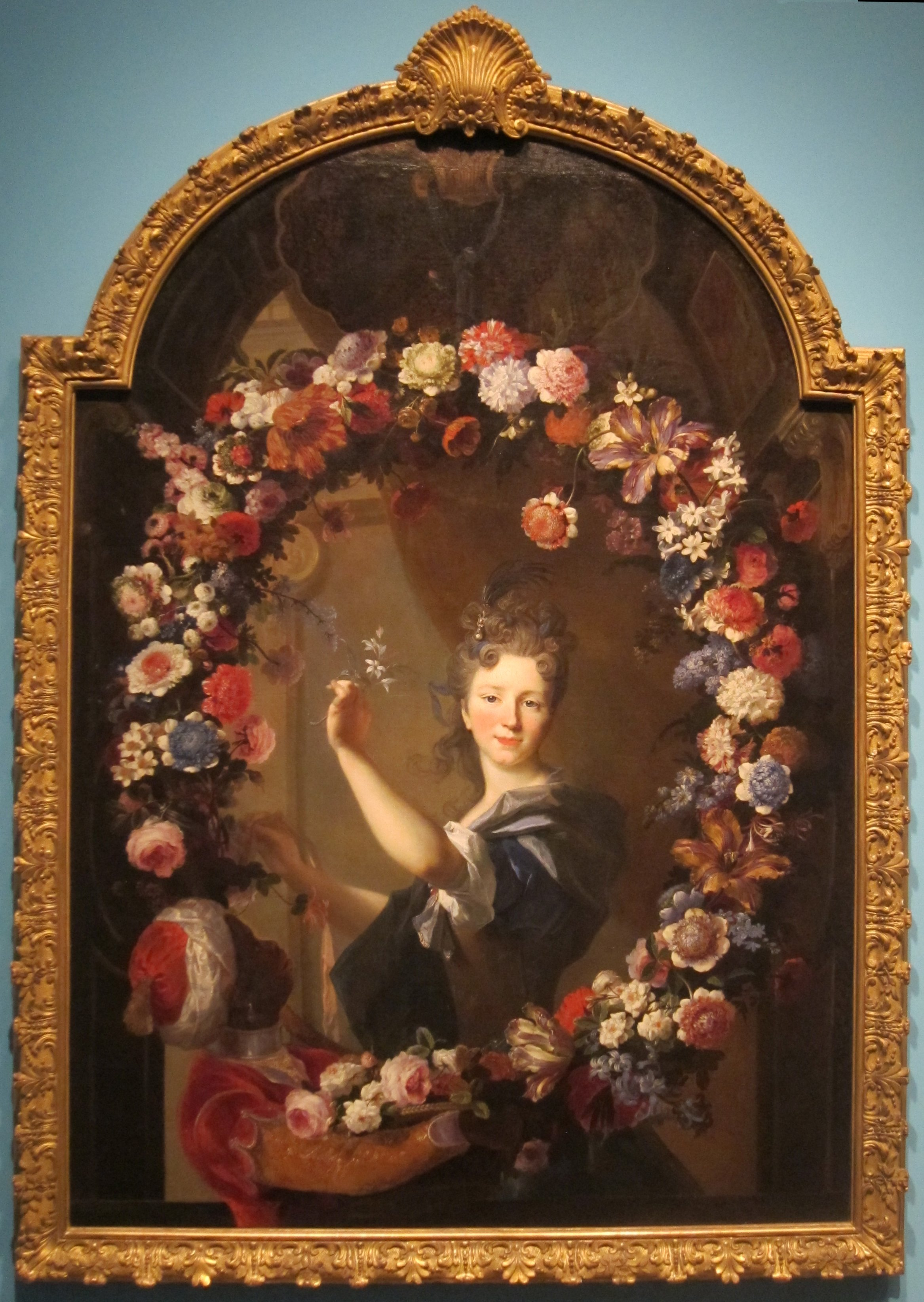
Nicolas de Largilliere & Jean-Baptiste Belin: Hélène Lambert de Thorigny in einer Blumengirlande, ca. 1696–1700, Öl auf Leinwand, 160 × 114,3 cm, Honolulu Museum of Art, Hawaii.

Belin de Fontenay war an der Gestaltung mehrerer königlicher Schlösser beteiligt, dem Schloss Versailles, Marly, dem Grand Trianon und Schloss Fontainebleau. In Versailles malte er die Blumen im Dekor der Treppe der Königin (l'escalier de la Reine). Für das Schloss von Meudon schuf er zwei Gemälde mit Blumen und Früchten aus Afrika und aus Amerika (heute: Schloss Versailles).
Daneben dekorierte er in Paris zahlreiche Stadt-Palais des französischen Adels. Seine Zeitgenossen schätzten an seinen Bildern seinen Einfallsreichtum, ihm sei „immer etwas Neues“ eingefallen.
Ab 1687 lieferte Belin auch Entwürfe für die Gobelin-Manufaktur und war unter anderem an Tapisserien über die Metamorphosen Ovids, das Neue Testament und die Jagden des Maximilian beteiligt.
Er arbeitete mit verschiedenen anderen Malern zusammen, beispielsweise „umrahmte“ er einige Porträts von Antoine Coypel und Nicolas de Largillière mit Blumengirlanden, wie dies im barocken Girlandenbild üblich war, jedoch erzeugten Belin und seine Kollegen den Eindruck, als ob der Kranz in dem Moment gerade erst von der Porträtierten gebunden würde. 1710 war Belin zusammen mit seinem Schwager Antoine Monnoyer an den Blumenornamenten im Deckengemälde der neuerbauten Kapelle von Versailles beteiligt.
In seinem Alter wohnte er, wie verschiedene andere Künstler, in der Galerie des Louvre, wo er 61-jährig am 12. Februar 1715, wahrscheinlich an Asthma, verstarb. Am folgenden Tag wurde er in der Kirche Saint-Germain-l’Auxerrois bestattet.
Sein Sohn Jean-Baptiste Belin de Fontenay II. arbeitete in einem ähnlichen Stil.
Gemälde von Belin de Fontenay befinden sich im Schloss von Versailles, im Élysée-Palast, dem Hôtel Matignon, im Louvre, und in den Kunstmuseen von Marseille, Avignon, Tours, Caen, Mâcon und Alençon sowie der Porzellanmanufaktur in Sèvres. Außerhalb Frankreichs sind das Fitzwilliam-Museum in Cambridge und das Getty Museum im Besitz von Werken Belins.

## Stil und Würdigung
Belin de Fontenay war der bedeutendste französische Blumenmaler in der Nachfolge von Jean-Baptiste Monnoyer, von dem er viele Stilmerkmale übernahm, wie kostbare, manchmal vergoldete Vasen und Gefäße, Draperien wertvoller Stoffe und festliche architektonische Kulissen. Laut Claudia Salvi gab Belin de Fontenay den Geschmack seines Lehrers an der Darstellung von weißem Marmor, Alabaster und Stein irgendwann auf, zugunsten von farbigem Marmor oder Porphyr, den Monnoyer allerdings ebenfalls darstellte. Belin malte ähnliche Blumensorten wie Monnoyer, z. B. gestreifte Rosen oder den damals in Europa noch ganz neuen Flieder. Er hatte einen ausgeprägten Sinn für das Dekorative und seine Blumen mischte er zur Abwechslung gern mit Früchten – in einem Gemälde für das Kabinett des Königs im Trianon beispielsweise mit einer Schale der damals extrem exotischen Ananas (heute: Schloss Fontainebleau). Belins Reifestil ist insgesamt etwas malerischer und weicher als der seines Lehrers, die Pinselführung locker und flüssig, das Kolorit tendenziell warm, die Palette dabei etwas einfacher als die von Monnoyer. Salvi meint, seine Blumen hätten etwas email-artiges. Bei unsignierten Werken muss mit Zuschreibungsproblemen gerechnet werden, viele Bilder (z. B. in den Sammlungen von Schloss Versailles), die ursprünglich als Werke von Jean-Baptiste Monnoyer galten, wurden inzwischen Belin de Fontenay zugeschrieben, nicht unbedingt auf gesicherter Grundlage.
Auf dem Kunstmarkt werden bis zu 50.000 US-Dollar für seine Ölgemälde bezahlt.